# Nenad Škrapec
Nenad Škrapec (* 10. September 1982 in Zagreb, SR Kroatien) ist ein ehemaliger kroatischer Eishockeytorwart, der in seiner aktiven Zeit regelmäßig für die kroatische Nationalmannschaft gespielt hat. 

## Karriere
Nenad Škrapec begann seine Karriere als Eishockeyspieler in der Spielzeit 2000/01 in seiner Heimatstadt beim KHL Zagreb. Für diesen spielte er vier Jahre lang in der kroatischen Eishockeymeisterschaft, ehe er 2004 zum Stadtnachbarn KHL Mladost Zagreb wechselte. Zur Saison 2005/06 kehrte er zum KHL Zagreb zurück, mit dem er in der Saison 2005/06 zudem am Spielbetrieb der slowenischen Eishockeyliga teilnahm. Im Anschluss an die Saison 2008/09 beendete er seine Karriere.  

### International
Für Kroatien nahm Škrapec im Juniorenbereich an der U20-Junioren-D-Weltmeisterschaft 2000 sowie den U20-Junioren-C-Weltmeisterschaften 1999, 2001 und 2002 teil. Im Seniorenbereich stand er im Aufgebot seines Landes bei den C-Weltmeisterschaften 2005 und 2007 sowie bei den B-Weltmeisterschaften 2006, 2008 und 2009. 

## Erfolge und Auszeichnungen
- 2000 Aufstieg in die C-Weltmeisterschaft bei der U20-Junioren-D-Weltmeisterschaft
- 2005 Aufstieg in die Division I bei der Weltmeisterschaft der Division II
- 2007 Aufstieg in die Division I bei der Weltmeisterschaft der Division II